# シマカコソウ
シマカコソウ（島夏枯草、学名: Ajuga boninsimae ）は、シソ科キランソウ属の多年草。別名、
シマキランソウ。

## 特徴
高さ15-40cmになり、全草一面に短毛が生え、特に茎、花序などにはやや長い毛が密生する。葉は対生し、長さ約0.5-2cmになる葉柄がある。葉身は長さ約2-6cm、幅約1-3cmになり、葉の先端は円みをおび、縁には波形の鋸歯がある。
花期は11-翌年1月。夏は一時枯れて、11月末頃から芽吹きだす。枝先に近い葉腋から花を出す。萼は長さ約6-7mmの鐘状で、長い縮毛があり、5裂し、萼裂片は3角形で長さ約2mmで先は鋭い。花冠は筒状の唇形で白色、長さ約1.5cmになり、軟毛が密生する。上唇は長さ約2.5mmで浅く2裂し、下唇は長さ約4mmで、中央の裂片が倒心形で大きい。雄蕊は4本あり、うち2本が長い。果実は分果で、長さ約2mmになり、色は淡い茶色、背面に網目模様がある。

## 分布と生育環境
日本の小笠原諸島固有種。父島、母島、妹島に分布し、日当たりのよい湿った岩場に生育する。
本種の生態については、その詳細について把握されていないが、生育個体数が極めて限られている。その原因として台風や生育地の崩落等の自然災害、家畜から野生化したノヤギ等による食害、外来植物の侵入による影響が考えられている。
また、日本の「絶滅のおそれのある野生動植物の種の保存に関する法律」による国内希少野生動植物種に指定されたことにより、自然状態で安定的に存続できる状態とすることを目標として、農林水産省、国土交通省および環境省による「シマカコソウ保護増殖事業計画」が策定されている。

## 種の保全状況評価等
絶滅危惧IA類 (CR)（環境省レッドリスト）
（2017年、環境省）
- 2008年、日本の絶滅のおそれのある野生動植物の種の保存に関する法律による国内希少野生動植物種に指定
- 2009年、保護増殖事業計画策定[7]

## ギャラリー
- 花冠